# Нагорний (Павловський район)
Наго́рний (рос. Нагорный) — селище у складі Павловського району Алтайського краю, Росія. Входить до складу Прутської сільської ради.

## Населення
Населення — 70 осіб (2010; 96 у 2002).
Національний склад (станом на 2002 рік):
- росіяни — 92 %